# Yasmine Bleeth
Yasmine Bleeth est une actrice américaine, née le 14 juin 1968 à New York.
Enfant star, elle se fait connaître par le rôle de Theresa O’Brian dans le film Hey Babe! (1983) et celui de Ryan Fenelli Hyde dans le soap opera Ryan's Hope (1985-1989).
Elle accède à une importante notoriété internationale grâce aux rôles de Caroline Holden dans la série culte Alerte à Malibu (Baywatch, 1994-1997) et de Caitlin Cross dans le feuilleton policier Nash Bridges (1998-2000).
À la fin des années 90, au sommet de sa popularité, elle joue dans les téléfilms Vengeance à double face (A Face To Die For), Talk to Me et Beauté criminelle (Crowned and Dangerous).
Au cinéma, elle enchaîne plusieurs premiers rôles, notamment dans Heaven or Vegas, BASEketball et Coming Soon, mais ces tentatives sont des échecs commerciaux, qui l'amènent à poursuivre sa carrière télévisuelle en parallèle.
Cette période faste se termine avec l'échec du prime time serial Titans, produit par Aaron Spelling et qui devait succéder à Melrose Place.

## Biographie

### Jeunesse et formation

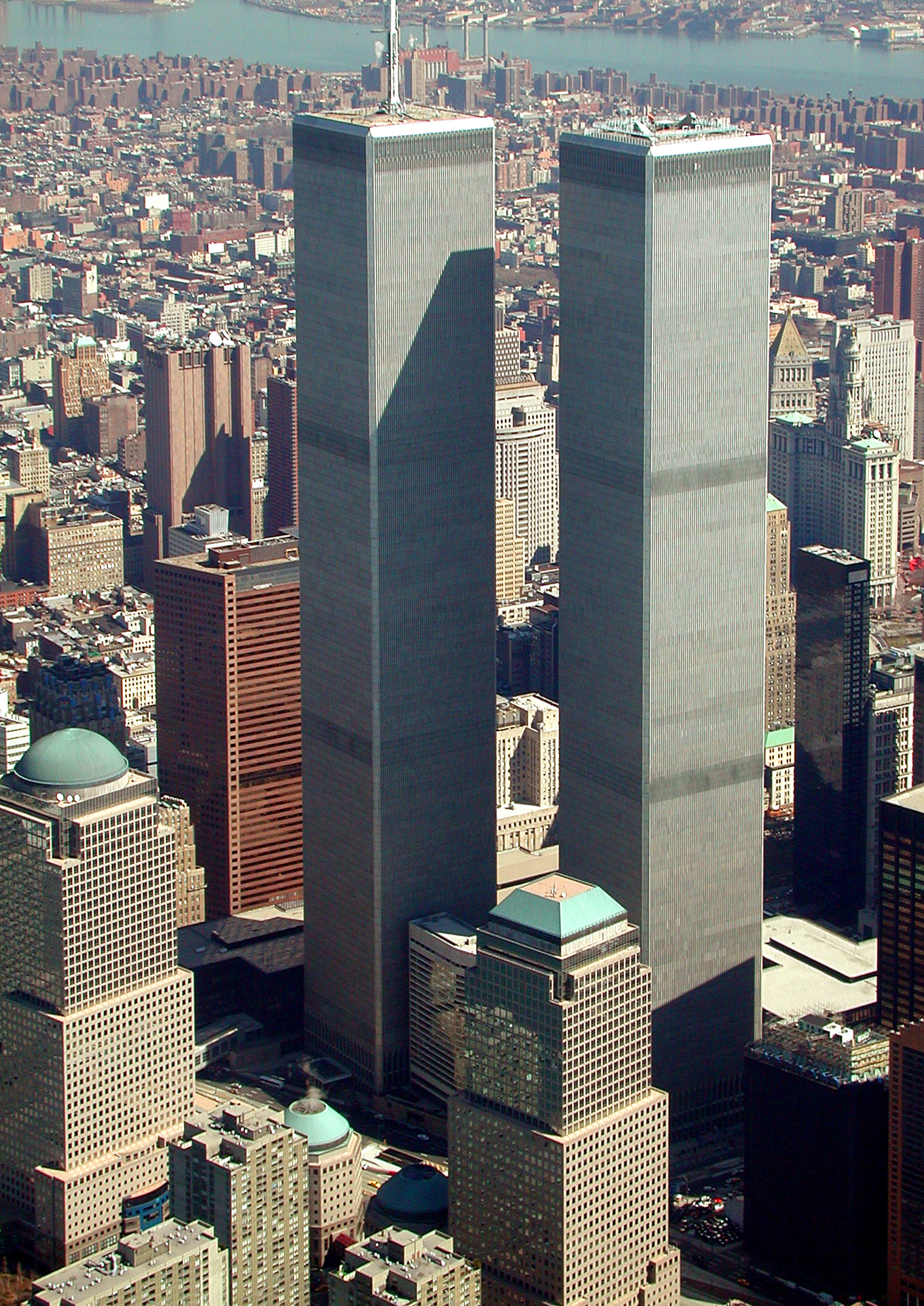
New York City, ville de naissance de Yasmine Bleeth.

Yasmine Bleeth naît à New York le 14 juin 1968,. Elle est la fille de Philipp Bleeth, photographe américain juif d’origine russe et allemande, et de Carina, mannequin algérienne.
Ses parents divorcent et elle est élevée par sa mère qui rêve d’une carrière de mannequin ou d’actrice, et reporte ses rêves sur sa fille, laquelle apparaît dans une publicité pour la marque de shampoing Johnson & Johnson, alors qu'elle est âgée de 10 mois. Yasmine Bleeth fait ensuite une apparition dans la série télévisée pour enfants Candide Camera à l’âge de 6 ans. Rapidement, elle décroche un contrat pour une campagne commerciale conséquente pour Max Factor, ce qui lui permet d'être remarquée par le photographe de mode Francesco Scavullo, qui la fait apparaître dans son livre de photos Scavullo Women, en présence de sa mère.
Yasmine Bleeth fréquente un collège privé situé à New York, puis est diplômée en 1988 de la United Nations International school, également à New York, avant de commencer sa carrière à la télévision.

### Carrière

#### Débuts précoces et révélations télévisuelles (1983-1993)
Encouragée par sa mère et sous sa houlette, Yasmine Bleeth décroche en 1983 son premier rôle au cinéma : celui de Theresa O’Brian dans Hey Babe!, une préadolescente orpheline qui rêve de gloire et de paillettes au côté de Buddy Hackett. Avec une sortie limitée, le film ne brille pas au box-office, mais il est correctement reçu par la critique et est sélectionné au festival de Toronto et au AFI Film Fest.
En 1985, Yasmine Bleeth décroche un rôle important dans le soap opera Ryan's Hope, diffusé sur le réseau ABC ; elle y joue pendant quatre années. Pour l’actrice, il s’agit d’une véritable école où elle consolide son jeu.
Au cours de l’année 1989, alors qu'elle tente une nouvelle perspective de carrière en quittant le soap opera, sa mère apprend qu’elle est atteinte d’un cancer du sein et décède dès la fin de l’année. C'est un tel choc émotionnel pour Yasmine Bleeth qu'elle met en pause sa carrière d’actrice pendant une année entière. Elle déclare : « Je suis restée à la maison, à regarder des émissions de cuisine, à faire des promenades. »[réf. nécessaire]
Lors de la saison 1991-1992, l'actrice signe son retour sur le petit écran dans le soap opera On ne vit qu'une fois (One Life To Live), toujours sur le réseau ABC. Elle n'y reste pas longtemps, souhaitant passer à autre chose et accéder à un palier plus élevé et aux soirées prime time des grands réseaux.
En 1993, elle décroche un rôle ponctuel dans Herman’s Head, sitcom diffusée en prime time sur le réseau FOX ; elle y interprète Linda dans l’épisode 11 de la saison 3. La même année, elle apparaît aussi dans Alerte à Malibu. (Baywatch), où elle incarne Caroline Holden, la petite sœur de Stéphanie Holden, dans l’épisode 7 de la saison 4. Rapidement, la production est impressionnée par l’actrice et lui offre une place régulière aux côtés de Pamela Anderson, d'Alexandra Paul et de David Hasselof. L’actrice accepte en espérant capitaliser sur l’audience mondiale de la série. À cette époque, Alerte à Malibu est diffusée dans plus de 142 pays. C’est le début de la notoriété pour l’actrice.

#### Succès à la télévision (1994-1997)

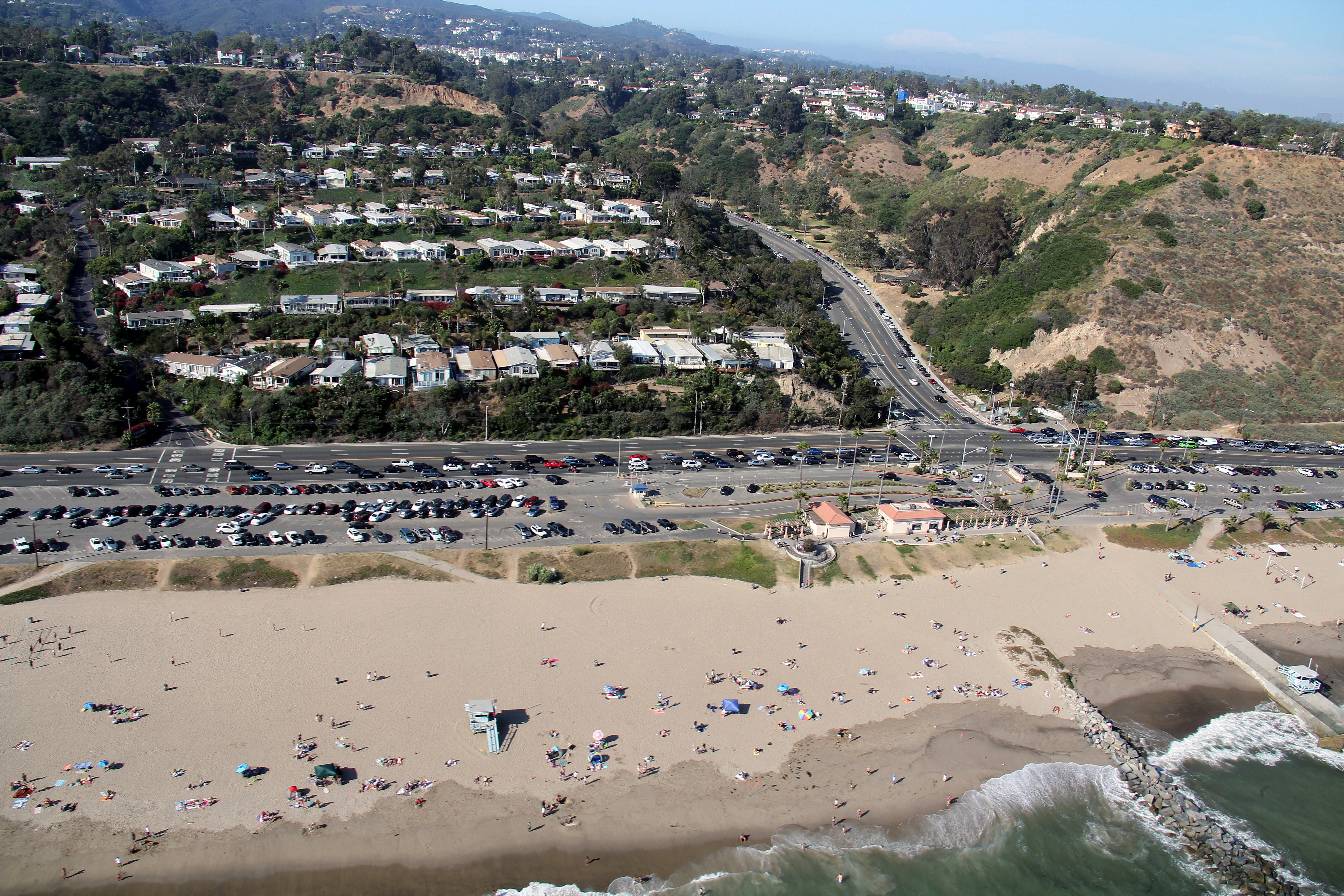
Will Rogers State Beach un des lieux de tournage de la série Baywatch.

En 1994, elle enchaine ainsi avec la 5e saison d''Alerte à Malibu, qui est un succès d’audience ; son personnage de sauveteuse intrépide, indépendante et rêveuse lui permet de consolider sa popularité et d’être rapidement adoptée par les fans de la série. L’actrice enchaine les contrats publicitaires pour des cosmétiques, parfums et vêtements. Parallèlement, Yasmine Bleeth joue sous la direction de Mark Rosman dans le thriller The Force, pour lequel elle donne la réplique à Jason Gedrick. Son rôle est toutefois très secondaire — la revue Bulletproof Action précise que « sa présence a l’écran ne dépasse pas cinq minutes » — et lee film ne sort pas dans les salles, bénéficiant d’une simple sortie vidéo.
Au cours de la rentrée télévisuelle 1995, elle est toujours présente dans la 6e saison d'Alerte à Malibu ; sa popularité est constante, la critique considère qu’elle a volé la vedette à Pamela Anderson[réf. nécessaire]. Accès Privé, émission télévisé diffusé sur M6, déclare pendant un reportage consacré aux acteurs de la série : « Parmi toutes les bombes de la série, Yasmine Bleeth est celle à qui on prédit le plus bel avenir »[source insuffisante]. Un des journalistes de l’émission ajoute : « Elle n’était pas blonde, elle avait une image différente des autres blondes de la série. Elle était presque le pendant un peu plus sérieux de Pamela Anderson elle était moins bimbo. Elle avait réalisé qu’elle était plus considérée comme une comédienne. Elle était aussi peut-être meilleure comédienne que Pamela Anderson ». Yasmine Bleeth elle-même refuse d’avoir cette image de bimbo en refusant de poser pour des magazines érotiques comme Playboy. En plus de la série principale, elle tourne dans le  téléfilm dérivé intitulé Baywatch: Forbidden Paradise, et fait une apparition dans l’épisode 16 de la saison 1 du spin-off Un privé à Malibu (Baywatch Night). L’actrice ferme la saison télévisuelle avec le téléfilm Vengeance à double face (A Face to Die For), diffusé sur le réseau NBC ; elle interprète le rôle d'Émily Gilmore, une jeune femme au traumatisme physique et émotionnel, qui se fait manipuler par un homme dont elle tombe amoureuse et qui la pousse à commettre un meurtre.
En parallèle, elle est nommée par People Magazine comme étant la plus belle actrice du monde, devant Elizabeth Hurley, Demi Moore, Claudia Schiffer, Halle Berry ou encore Laura Leighton.
La saison 1996-1997 débute avec la 7e saison d'Alerte à Malibu. Avec sa popularité et son image intactes, l'actrice reçoit les meilleurs scénarios de la série[pas clair], ce qui a pour conséquence de faire de son personnage le chef de file féminin et de supplanter Pamela Anderson. La comédienne continue d’imposer son nom à la télévision américaine en étant à l’affiche de Talk to Me diffusé sur le réseau ABC. Dans ce téléfilm, elle joue le rôle d’une productrice de talk-show ; le scénario du film est une morale sur l’ambition aveuglante. Elle ferme aussi la saison avec une apparition dans la sitcom The Naked Truth. Alors que son contrat pour Alerte à Malibu arrive à sa fin, elle décide de ne pas le renouveler. Des rumeurs disent que la production n’a pas souhaité renouveler son contrat à cause de problèmes d’addiction à la cocaïne, ce que son publiciste[Quoi ?] dément, de même que la star qui déclare vouloir honorer de nouveaux contrats. Cette rumeur ne semble pas ternir son image à Hollywood puisque le célèbre producteur Aaron Spelling lui offre l’un des rôles principaux soit dans Beverly Hills 90210, soit encore Brentwood (Pacific Palisades ), mais l’actrice refuse ses offres.
À la rentrée 1997, Alerte à Malibu entame sa 8e saison ; la production constate une baisse d’audience et demande à Yasmine Bleeth de faire une apparition sur un arc d'épisode[Quoi ?]. Elle accepte et apparaît dans les épisodes 6, 7, 10 et 11. La comédienne offre un arc final[Quoi ?] à son personnage avant de définitivement tourner la page et balaye définitivement des rumeurs de tensions entre elle et la production de la série. Elle continue d'avoir du succès sur petit écran : elle se retrouve à l’affiche de Beauté criminelle (Crowned and Dangerous), où elle interprète une reine de beauté vivant à travers les rêves de sa mère et qui commandite le meurtre d’une de ses rivales. Dans sa critique du téléfilm, Variety déclare : « Yasmine Bleeth réalise une transition de mains de maitre; et prouve une versatilité en tant qu'actrice en passant de la série (Baywatch) aux téléfilms de première partie de soirée du réseau ABC »

#### Confirmation télévisuelle, expérience au cinéma (1998-2000)
L’actrice reçoit des propositions pour le cinéma. En 1998, elle se retrouve dans Heaven or Vegas, où elle partage l’affiche avec Richard Grieco, son partenaire dans la vie. Yasmine Bleeth y joue le rôle d'une danseuse qui décide de changer de vie en quittant Las Vegas pour le Montana, mais doit faire face à un passé trouble configuré autour d'une famille de confession mormone. Le film passe inaperçu dans les salles avec une sortie limitée, la critique du film est partagée. L'interprétation de Bleeth est accueillie de façon mitigée : dans sa critique du film, The A.V. Club la considère comme la meilleure comédienne du casting mais estime que son talent d'actrice dans le film est biaisée par un scénario incohérent,. Yasmine Bleeth prête ensuite ses traits à Jenna, une directrice sexy et généreuse dirigeant une organisation caritative pour enfants, dans la comédie BASEketball, au côté de Trey Parker. Très attendu, réalisé avec un budget de 23 millions de dollars, ce film, réalisé par David Zucker, doit être le moteur de sa carrière sur grands écrans. Lors de son ouverture au box-office, le film réalise 3 millions de dollars en Amérique du Nord et la sortie limitée dans le monde ne permet pas de couvrir le budget. Le film totalise 7 millions de dollars sur le territoire américain ; il est qualifié de flop. La critique reçoit le film de façon mitigée : sur Rotten Tomatoes, il obtient le score de 42%[réf. nécessaire]. Roger Ebert du Chicago Sun Time regrette que l’humour du film soit axé sur des blagues puériles et déclare que le réalisateur et scénariste David Zucker a raté son coup, même s’il donne une bonne appréciation sur le but du film qui fait la morale sur le sport moderne dominé par la publicité et l’argent[réf. nécessaire]. Le magazine Variety accueille de façon positive l’interprétation de Yasmine Bleeth, en louant le fait qu’elle représente l’atout charme qui manque à la distribution de cette comédie.
En parallèle, elle continue de tourner pour la télévision. Elle joue dans Rivage mortel (The Lake ), sa première production de science-fiction, diffusée sur le réseau NBC.
Après cet échec cinématographique, la comédienne retourne à la télévision dès la rentrée 1998. Elle décroche le rôle féminin principal, celui de Caitlin Cross, dans la saison 4 de Nash Bridges, série policière à succès tournée à San Francisco avec Don Johnson dans le rôle-titre et diffusée sur le réseau CBS. Elle signe un contrat de trois saisons. En parallèle, elle joue dans le téléfilm Au-delà de l'obsession (Ultimate Deception). Elle apparaît aussi au cinéma dans la comédie Coming Soon, réalisée par Colette Burson, où elle donne la réplique à Bonnie Root et Ryan Reynolds. À cause d'une sortie très confidentielle, le film ne peut briller au box-office américain. L’actrice ferme la saison télévisuelle en jouant dans les téléfilms It Came From The Sky et Undercover Angel.
Au cours de la rentrée 1999, l’actrice tourne la 5e saison de Nash Bridges, qui reste une valeur solide pour CBS, mais des rumeurs persistantes sur l’état de santé de l’actrice obscurcissent les coulisses de la série. La presse à scandales affirme qu'elle est devenue accro à la cocaïne et que cette dépendance est liée à sa relation avec Richard Grieco, qui aurait une mauvaise influence. Son publiciste[Quoi ?] écarte cette rumeur en disant que l’actrice souffre de saignement de nez à cause d’un problème de santé. Yasmine Bleeth continue d’honorer ses contrats pour la télévision ; en parallèle de la série, elle apparait dans Dangereuse conduite (Road Rage), un téléfilm diffusé sur le réseau NBC.
Simultanément, Yasmine Bleeth commence le tournage d'un drame indépendant, Goodbye, Casanova, réalisé par Mauro Borrelli. Elle joue le rôle principal et partage l'affiche du film avec Ellen Bradley et Carmen Filpi. Malgré une sortie limitée, le film est bien accueilli par la critique et remporte le prix de la meilleure scénographie[Quoi ?] au New York International Independant Film & Video Festival.
Aaron Spelling, qui souhaite lancer un nouveau prime time serial après Melrose Place et qui désire depuis longtemps travailler avec l’actrice, pense immédiatement à Yasmine Bleeth pour jouer le rôle vedette. Rapidement, le réseau NBC donne le feu vert à Spelling. Le projet porte le titre de Titans et suit les aventures tumultueuses d’une famille puissante sur fond de drame, de romance, dans un univers glamour. La presse présente le projet comme le Dynastie du nouveau millénaire. Toutefois, Yasmine Bleeth est sous contrat avec CBS pour encore une saison pour la série policière Nash Bridges. Spelling veut tant travailler avec l'actrice qu’il propose à CBS d’acheter son contrat. Le réseau accepte et Yasmine Bleeth rejoint la distribution de Titans.
Lors de la rentrée 2000, le prime time serial est lancé en grande pompe le 4 octobre 2000 avec un battage publicitaire et médiatique, le portrait de Yasmine Bleeth inondant Hollywood Boulevard ,,. Le 1er épisode est regardé par plus de 11,6 millions d’Américains. Malgré une baisse des audiences pour les épisodes suivants, la série se maintient autour d'une moyenne de 8 millions de téléspectateurs au cours des sept épisodes suivants. Sans aucune raison stratégique et alors que la série s’installe, la chaine décide de changer la case horaire dès le 9e épisode de la série, ce qui entraine une baisse d’audience drastique, autour de 6,6 millions. NBC décide d’annuler le prime time sérial tant attendu, à cause des audiences, mais aussi à cause de l’addiction à la cocaïne de Yasmine Bleeth, qui est finalement confirmée par l'actrice elle-même lorsque son père décide de prendre en main la situation de sa fille et demande à la production un congé supplémentaire de deux semaines en plus de ceux de Noël.

#### Passage au second plan et retrait (2001-2003)
Après son passage en réhabilitation au sein de l’institut Promises Malibu, elle fait la rencontre de Paul Cerrito, lui aussi admis pour les mêmes problèmes. C’est le coup de foudre entre les deux. Yasmine Bleeth déclare au magazine People :

« Avant je me sentais bien que grâce à la cocaïne désormais Paul l’a remplacé »

[réf. nécessaire].
Mais elle n’arrive pas à se débarrasser de ses vieux démons : dans la nuit du 11 septembre 2001, alors que Yasmine Bleeth et son conjoint séjournent à Détroit, ils prennent la voiture, l'actrice tient le volant et finit par perdre le contrôle en percutant sur le bas-côté. Rapidement, la police et les pompiers arrivent sur les lieux ; l’actrice est soumise à un test sanguin qui révèle la présence de drogues. De plus, sur la banquette arrière, des seringues sont retrouvées. Une enquête est ordonnée, de la drogue est retrouvées dans la chambre d’hôtel où séjourne la star. Les jours suivant, Yasmine Bleeth fait la une de la presse avec une photo anthropométrique. L’actrice risque sept ans de prison ; elle plaide coupable et évite l’emprisonnement, mais elle est envoyée par le juge en cure de désintoxication. À cela, s’ajoute un contrôle judiciaire pour trois ans ; pour Hollywood sa carrière est terminée.
En 2002, Yasmine Bleeth épouse Paul Cerrito dans une cérémonie privée à Santa Barbara. Elle défère[Quoi ?] la presse à scandale, qui cite que ses problèmes de drogue sont très anciens et datent de la 6e saison de Baywatch. Néanmoins la presse accuse Richard Grieco d’être responsable de cette addiction ; lui-même souffre de ce problème connu de tout Hollywood.
Sa carrière est au point mort, elle ne reçoit plus aucune offre. Pour une éventuelle embauche de l’actrice, les productions doivent débourser plus de 1,5 million de dollars en assurance en cas de problème sur le tournage car elle est sous contrôle judiciaire. Ainsi, plus aucune société de production ne souhaite prendre de risque. Néanmoins, en 2002, elle tourne dans le 18e épisode de la saison 4 de la série V.I.P. et retrouve son acolyte Pamela Anderson, qui a plaidé en sa faveur pour qu'elle puisse jouer.
Toujours en 2002, après de nombreuses hésitations, la société de production FOX Televison Studios décide de lui laisser sa chance et l’embauche dans le téléfilm dérivé de la série qui a participé à sa gloire, Alerte à Malibu - Mariage à Hawaï (Baywatch : Hawaiian Wedding). Ce contrat est réalisé notamment à cause de la pression de David Hasselhoff qui souhaite que Yasmine Bleeth fasse partie de l’aventure, estimant qu'elle a participé au succès de la série. Elle retrouve ainsi Pamela Anderson, Alexandra Paul, David Hasselhof et Carmen Electra. Toutefois, après cela, les offres restent rares et l’actrice décide de prendre sa retraite. Les médias spécialisés[Lesquels ?] déclarent que l'actrice est désormais boycottée par les sociétés de production à cause de ses frasques liées à la cocaïne. Son mari et elle décident de s'installer en Arizona, dans la ville de Scottsdale.

### Vie personnelle

#### Relations
Dans la première moitié des années 1980, fait la rencontre de Grant Show sur le tournage de Ryan’s Hope où il a lui-même un rôle régulier ; leur relation dure de 1984 à 1987. Après cela, elle vit une relation de courte durée avec Luke Perry, entre 1987 et 1988. Elle vit ensuite des romances, entre 1995 et 1996, avec Ricky Paul Goldin, Steve Guttenberg, David Charvet et Matthew Perry.
En 1998, elle entame une relation avec Richard Grieco, qui a une sulfureuse réputation. Leur couple dure jusqu’en 2000, entrecoupé par périodes de séparations.

#### Santé
Yasmine Bleeth est atteinte pendant plusieurs années d’une addiction à la cocaïne, depuis la série Baywatch. Beaucoup de rumeurs à Hollywood affirment qu’à la fin du contrat de la star pour Baywatch, au cours de la saison 7, la production n’envisage pas de renouveler celui-ci à cause de cette addiction. La vedette dément et affirme avoir elle-même pris cette décision. Sa collaboratrice de Baywatch Gena Lee Nolin déclare :

« Les rumeurs concernant Yasmine étaient injustifiées : je me souviens, alors que Yasmine tournait une scène dans une cabine téléphonique, elle s'est grattée le nez et le lendemain les paparazzi mettaient Yasmine dans les gros titres et affirmaient qu'elle se droguait. Et à l'époque, quand je l'ai connue, il ne se passait rien de tout cela. »

La presse affirme que l’actrice a développé cette dépendance en fréquentant Richard Grieco.
En 2003, après sa réhabilitation, l’actrice parle à cœur ouvert au magazine Glamour et confirme ses problèmes de dépendance de la cocaïne. Elle affirme :

« Mes problèmes ont commencé en 1999, alors que je vivais dans la baie San Francisco pour les besoins du tournage de Nash Bridges. Je me sentais seule, loin de mon petit ami Richard Grieco. Notre relation battait de l’aile. Je me suis réfugiée de façon significative dans la drogue. »

Elle continue et affirme, toujours au magazine Glamour :

« Aussi je consommais de façon occasionnelle à ce moment-là, puis après ma consommation est devenue régulière, et là je ne me reconnaissais plus, mes amis me disaient que je ressemblais à un extraterrestre. »

Néanmoins, l’actrice confirme que sa consommation ne s’est jamais faite pendant le travail. Elle affirme : 

« Je pouvais prendre la cocaïne jusqu'à 6 heures du matin. J’étais épuisée, je pouvais m’endormir dans la caravane, il fallait venir me réveiller. J’ai saigné du nez à plusieurs reprises pendant les prises, le maquilleur me donnait un mouchoir pour que je puisse m’essuyer sans poser de questions. Ma publiciste finit par expliquer mes reniflements en évoquant un problème du sinus nasal. »

Un employé de la production de la série Nash Bridges affirme à People Magazine :

« Tout le monde savait qu’elle avait un problème avec la cocaïne ; à cause de cela les gros plans de la caméra ne restaient pas trop longtemps sur son visage. »

Ce problème perdure pendant tout le tournage de Nash Bridges. Après qu’elle rentre à Los Angeles pour commencer le tournage de Titans, son père l’attend en larmes et lui demande de rentrer en cure de désintoxication.  Yasmine Bleeth, choquée, comprend alors l’ampleur du problème. Rapidement, elle est prise en charge par un médecin, des examens lui montrent l’état de son vestibule nasal, totalement rongé ; l’actrice prend peur.
Après six semaines d’abstinence, elle retrouve ses vieux démons et pendant le tournage de Titans, elle est totalement dépendante. Ses problèmes personnels et la baisse d’audience de la série consolident sa mauvaise situation. Quand elle atteint un point de non-retour, elle décide d’aller en cure de désintoxication, après l’intervention de ses amis proches et de son père qui demande à la production de Titans un congé supplémentaire, ce qui précipitera l’arrêt de la série.
L’actrice suit deux cures de réhabilitation pour qu’elle puisse se débarrasser définitivement de son problème d'addiction. En 2002, elle semble avoir vaincu sa dépendance de la cocaïne.

## Image publique

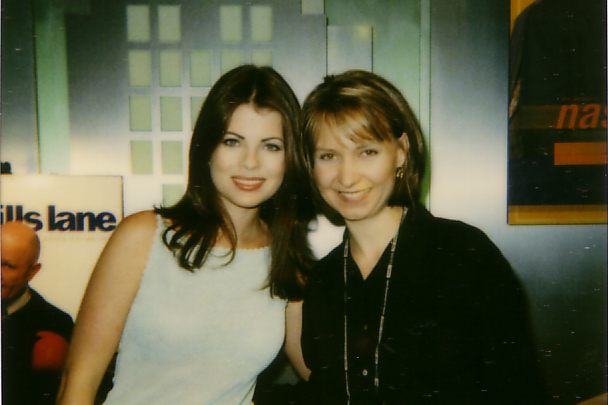
Yasmine Bleeth & Joy Cantilo (2006)

Depuis le début de sa carrière, Yasmine Bleeth a fait la une de magazines célèbres comme Maximal, Entertainment Weekly, FHM, TV Guide... Elle est aussi devenue l'égérie de célèbres marques de cosmétiques et a participé à diverses campagnes publicitaires. Ses rôles comme celui de Caroline Holden dans Baywatch et de Caitlin Cross dans Nash Bridges ont fait d'elle un sex-symbol.
Alors qu’elle est au sommet de sa popularité en 1995, la célèbre sitcom Friends fait référence à elle au cours de l’épisode 17 de la saison 2. Dans l’épisode en question, Chandler (Matthew Perry), fan de Baywatch, regarde la série ; au moment où Yasmine Bleeth apparaît dans le générique en train de courir, il déclare ;
« Cours  Yasmine ! Cours, ça te donne bonne mine ! ».

## Filmographie

### Cinéma
- 1980 : Hey Babe!, de Rafal Zielinski : Theresa O'Brian
- 1994 : The Force de Mark Rosman : Coral Wilson
- 1998 : BASEketball de David Zucker : Jenna Reed
- 1999 : Heaven or Vegas, de Gregory C. Haynes : Rachel
- 1999 : Coming Soon de Colette Burson : Mimi
- 2000 : Goodbye, Casanova, de Mauro Borrelli : Lavinia

### Télévision

#### Téléfilms
- 1995 : Baywatch: Forbidden Paradise, de Douglas Schwartz (vidéo)
- 1996 : Vengeance à double face (A Face to Die For), de Jack Bender
- 1996 : Talk to Me, de Graeme Campbell
- 1997 : Beauté criminelle (Crowned and Dangerous), de Christopher Leitch
- 1998 : Rivage mortel (The Lake), de David Jackson
- 1999 : Au-delà de l'obsession (Ultimate Deception), de Richard A. Colla
- 1999 : It Came From the Sky, de Jack Bender
- 1999 : Un vrai petit ange (Undercover Angel), de Bryan Michael Stoller
- 1999 : Dangereuse conduite (Road Rage), de Deran Sarafian
- 2000 : Hidden War
- 2003 : Alerte à Malibu : Mariage à Hawaï, de Douglas Schwartz
- 2003 : Maximum Surge Movie, de Jason Bourque

#### Séries télévisées
- 1985 - 1989 : Ryan's Hope, de Paul Avila Mayer et Claire Labine; Soap opera : Ryan Fenelli Hyde
- 1991 - 1992 : On ne vit qu'une fois, de Agnes Nixon; (soap opera) : Lee Ann Demerest
- 1993 : Herman's Head de Andy Guerdat, Steve Kreinberg, (saison 3, épisode 11;) : Linda
- 1993 : Alerte à Malibu de Michael Berk, Gregory J. Bonann, Douglas Schwartz; (saison 4, épisode 7) : Caroline Holden
- 1994 - 1997 : Alerte à Malibu de Michael Berk, Gregory J. Bonann, Douglas Schwartz; (saisons 5 à 7) : Caroline Holden
- 1998 - 2000 : Nash Bridges de Carlton Cuse; (saisons 4 et 5) : Caitlin Cross
- 2000 - 2001: Titans de Charles Pratt Jr; (saison 1) : Heather Lane
- 2002 : V.I.P. (saison 4, épisode 18) : Kristen Grayson